# Basement
Basement (с англ. — «Подвал») — английская рок-группа, образованная в Ипсвиче, графство Суффолк, в 2009 году. Их дебютный студийный альбом I Wish I Could Stay Here был выпущен в 2011 году. В следующем году был выпущен Colourmeinkindness, попавший в чарт Billboard Top 200. После тура в поддержку Colourmeinkindness группа взяла перерыв в 2012 году. В 2014 году они воссоединились, чтобы выпустить EP Further Sky. Следующий альбом Promise Everything попал в чарты 2016 года в Австралии, Великобритании и США. Четвёртый альбом группы Beside Myself был выпущен в октябре 2018 года.

## Характеристики
Стиль
Критики классифицировали Basement как альтернативный рок, эмо, постхардкор и софт-гранж. В Songs About the Weather обозреватель Punknews.org Брайан Шульц сравнил группу с такими группами, как Title Fight, Daylight (Superheaven) и Bearings. Звучание EP было описано как поп-панк. I Wish I Could Stay Here был описан как эмо, поп-панк и постхардкор. Colourmeinkindness был описан как рок и альтернативный рок. Further Sky был описан как альтернативный рок и рок-н-ролл. Promise Everything был описан как альтернативный рок. Биограф AllMusic Мэтт Коллар описал звучание группы как мелодичный хардкор. Позже Коллар описал звучание группы как нойз-рок. 
Basement ссылались на многочисленные группы, оказавшие влияние, включая The Ataris, The Promise Ring, Mineral, Braid, Smoking Popes, Jets to Brazil, Jimmy Eat World и Piebald.

## Дискография
Смотри статью «Дискография Basement» в англ. разделе.
Альбомы
- I Wish I Could Stay Here (2011)
- Colourmeinkindness (2012)
- Promise Everything (2016)
- Beside Myself (2018)